# Tabocas do Brejo Velho
Pour les articles homonymes, voir Brejo.
Tabocas do Brejo Velho est une municipalité brésilienne de l'État de Bahia et la microrégion de Cotegipe.